# كارل روبرتس
كارل روبرتس (بالإنجليزية: Carl Roberts)‏ (17 يونيو 1983 في المملكة المتحدة - ) هو لاعب كريكت بريطاني.

## وصلات خارجية
- كارل روبرتس على موقع إي آس بي آن كريك إنفو (الإنجليزية)